# Ла-Ліга 1991—1992
Сезон 1991–1992 в Ла Лізі — футбольне змагання у найвищому дивізіоні чемпіонату Іспанії, що проходило між 31 серпня 1991 та 7 червня 1992 року. Став 61-м турніром з моменту заснування Ла Ліги. Участь у змаганні взяли 20 команд, дві найгірші з яких за регламентом змагань відразу вибули до Сегунди, а ще два клуби брали участь у стикових матчах з представниками Сегунди за право виступів в елітному дивізіоні чемпіонату країни.
Переможцем турніру стала «Барселона», яка захистила свій чемпіонський титул попереднього сезону та здобула загалом 12-й трофей національної першості. Інтрига щодо чемпіона країни трмалася до останнього ігрового дня — перед останнім туром змагання турнірну таблицю очолював мадридський «Реал», маючи на одне очко більше, ніж в «Барселони». В останньому ж турі «Реал» з рахунком 2:3 поступився на виїзді «Тенерифе», що дозволило каталонцям, які з рахунком 2:0 здолали «Атлетик» (Більбао), обійти мадридців у підсумковій турнірній таблиці.
| Чемпіон Іспанії 1991—1992 |
| ------------------------- |
| «Барселона» 12-й титул    |

## Підсумкова турнірна таблиця
|                       |     | Турнірна таблиця 1991-92 | О  | І  | В  | Н  | П  | М+ | М- | РМ  |
| --------------------- | --- | ------------------------ | -- | -- | -- | -- | -- | -- | -- | --- |
| Чемпіон Іспанії       | 1.  | «Барселона»              | 55 | 38 | 23 | 9  | 6  | 87 | 37 | +50 |
|                       | 2.  | «Реал Мадрид»            | 54 | 38 | 23 | 8  | 7  | 78 | 32 | +46 |
| Володар Кубка Іспанії | 3.  | «Атлетіко» (Мадрид)      | 53 | 38 | 24 | 5  | 9  | 67 | 35 | +32 |
|                       | 4.  | «Валенсія»               | 47 | 38 | 20 | 7  | 11 | 63 | 42 | +21 |
|                       | 5.  | «Реал Сосьєдад»          | 44 | 38 | 16 | 12 | 10 | 44 | 38 | +6  |
|                       | 6.  | «Сарагоса»               | 41 | 38 | 17 | 7  | 14 | 40 | 41 | -1  |
|                       | 7.  | «Альбасете»              | 40 | 38 | 16 | 8  | 14 | 45 | 47 | -2  |
|                       | 8.  | «Спортінг» (Хіхон)       | 38 | 38 | 15 | 8  | 15 | 37 | 43 | -6  |
|                       | 9.  | «Бургос»                 | 37 | 38 | 12 | 13 | 13 | 40 | 43 | -3  |
|                       | 10. | «Логроньєс»              | 36 | 38 | 13 | 10 | 15 | 36 | 51 | -15 |
|                       | 11. | «Реал Ов'єдо»            | 36 | 38 | 14 | 8  | 16 | 41 | 46 | -5  |
|                       | 12. | «Севілья»                | 34 | 38 | 13 | 8  | 17 | 48 | 45 | +3  |
|                       | 13. | «Тенерифе»               | 34 | 38 | 12 | 10 | 16 | 46 | 50 | -4  |
|                       | 14. | «Атлетик» (Більбао)      | 33 | 38 | 13 | 7  | 18 | 38 | 58 | -20 |
|                       | 15. | «Осасуна»                | 33 | 38 | 10 | 13 | 15 | 30 | 40 | -10 |
|                       | 16. | «Еспаньйол»              | 32 | 38 | 12 | 8  | 18 | 43 | 60 | -17 |
|                       | 17. | «Депортіво» (Ла-Корунья) | 31 | 38 | 8  | 15 | 15 | 37 | 48 | -11 |
|                       | 18. | «Кадіс»                  | 28 | 38 | 7  | 14 | 17 | 32 | 55 | -23 |
| Вибув до Сегунди      | 19. | «Вальядолід»             | 27 | 38 | 7  | 13 | 18 | 31 | 53 | -22 |
| Вибув до Сегунди      | 20. | «Мальорка»               | 27 | 38 | 10 | 7  | 21 | 30 | 49 | -17 |

### Раунд плей-оф
Згідно з регламентом змагань, команди, що за результатами турніру у Ла Лізі посіли 17 та 18 місця, проводили матчі плей-оф з командами, які зайняли 3 та 4 місця у турнірі Сегунди. Переможці двоматчевих двобоїв отримували право виступів у змаганнях Ла Ліги наступного сезону. За результатами матчів плей-оф обидва клуби Прімери («Депортіво» та «Кадіс») здолали своїх нижчолігових суперників та зберегли прописку в елітному дивізіоні.
|                          | Перша гра | Друга гра |         |
| ------------------------ | --------- | --------- | ------- |
| «Депортіво» (Ла-Корунья) | 2-1       | 0-0       | «Бетіс» |
| «Фігерас»                | 0-2       | 1-1       | «Кадіс» |

## Бомбардири

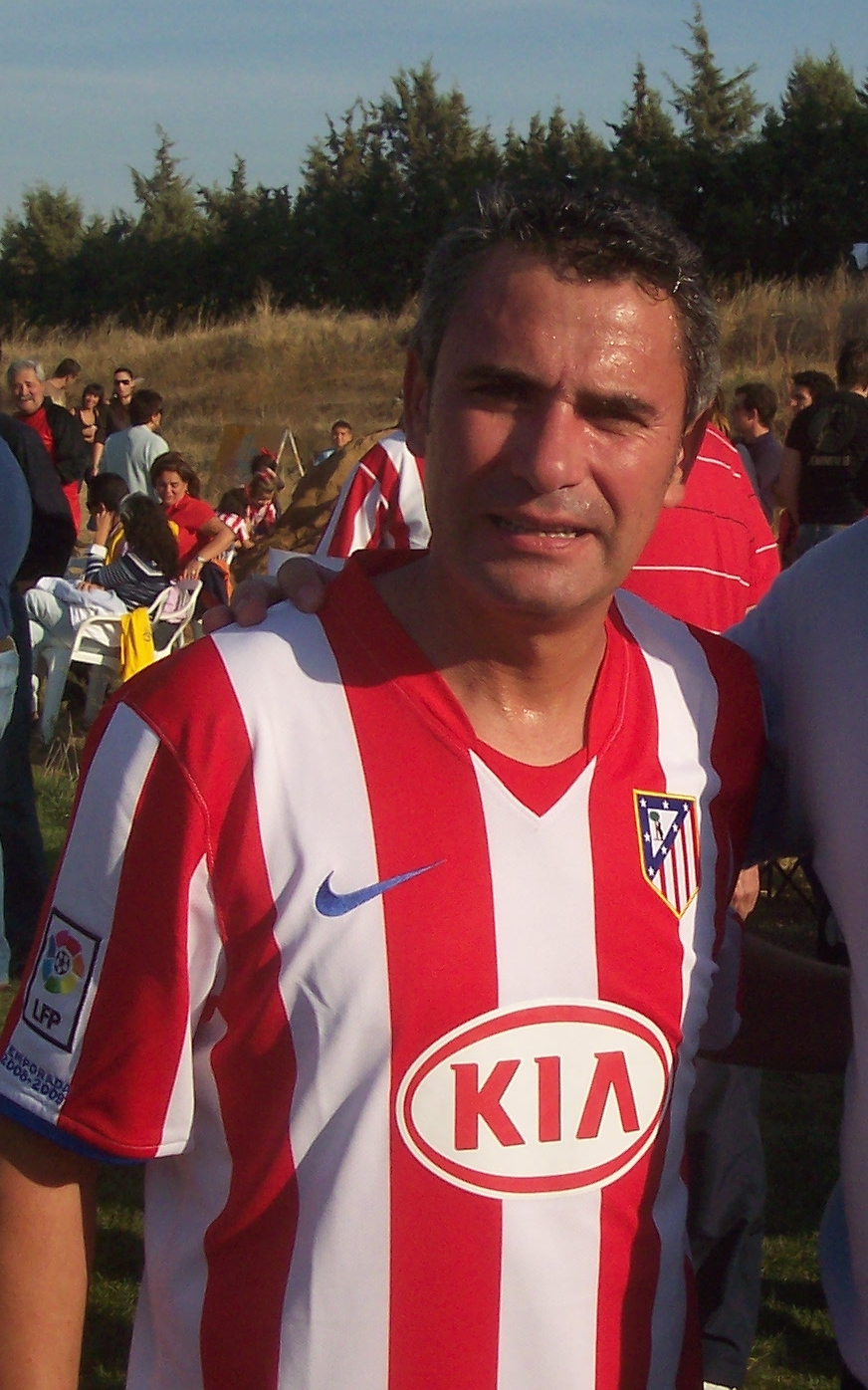
Найкращий бомбардир сезону Маноло.

Найкращим бомбардиром Прімери сезону 1991—92 став нападник бронзового призера чемпіонату, клубу «Атлетіко» (Мадрид), Маноло, який записав до свого активу 27 голів. 
Найкращі бомбардири сезону:
|  | Голів | Бомбардир          | Команда             |
|  | ----- | ------------------ | ------------------- |
|  | 27    | Маноло             | «Атлетіко» (Мадрид) |
|  | 21    | Фернандо Йєрро     | «Реал Мадрид»       |
|  | 17    | Христо Стоїчков    | «Барселона»         |
|  | 16    | Рональд Куман      | «Барселона»         |
|  | 15    | Хуан Антоніо Піцци | «Тенерифе»          |

## Рекорди сезону
- Найбільше перемог: «Атлетіко» (Мадрид) (24)
- Найменше поразок: «Барселона» (6)
- Найкраща атака: «Барселона» (87 забито)
- Найкращий захист: «Реал Мадрид» (32 пропущено)
- Найкраща різниця голів: «Барселона» (+50)

- Найбільше нічиїх: «Депортіво» (Ла-Корунья) (15)
- Найменше нічиїх: «Атлетіко» (Мадрид) (5)

- Найбільше поразок: «Мальорка» (21)
- Найменше перемог: «Кадіс», «Вальядолід» (7)

- Найгірша атака: «Мальорка» (30 забито)
- Найгірший захист: «Еспаньйол» (60 пропущено)
- Найгірша різниця голів: «Кадіс» (-23)